# Queen of FCW
El Queen of FCW és un títol de lluita lliure professional que pertany al territori de desenvolupament de la WWE, la Florida Championship Wrestling (FCW), el qual és defensat únicament per la seva divisó femenina.

## Campiona actual
La campiona actual és Raquel Diaz, que està en el seu primer regnat. Es va coronar campiona al derrotar a l'excampiona Aksana el 17 de novembre de 2011 a les gravacions de la Florida Championship Wrestling TV.

## Llista de campiones
|   | Lluitadora  | Regnat N° | Data                   | Duració         | Show   | Notes |
| - | ----------- | --------- | ---------------------- | --------------- | ------ | --- |
| 1 | Angela      | 1         | 5 de febrer de 2009    | 210             | FCW TV | Primera campiona de la història |
| 2 | Serena      | 1         | 3 de setembre de 2009  | 154             | FCW TV | Durant el regnat va canviar el seu nom de Mia Mancini a Serena |
| 3 | AJ Lee      | 1         | 4 de febrer de 2010    | 311             | FCW TV | Regnat més llarg de la història |
| 4 | Rosa Mendes | 1         | 12 de desembre de 2010 | 77              | FCW TV | |
| 5 | Aksana      | 1         | 3 de febrer de 2011    | 287             | FCW TV | Durant el seu regnat va guanyar el Campionat de Dives de la FCW, convertint-se en la primera lluitadora en posseir ambos campionats femenins de la FCW simultàniament |
| 6 | Raquel Diaz | 1         | 17 de novembre de 2011 | Campiona actual | FCW TV | |